# Přebor Středočeského kraje 2010/2011
Přebor Středočeského kraje (jednu ze skupin 5. fotbalové ligy) hrálo v sezóně 2010/2011 16 klubů. Vítězem se stalo mužstvo SK Zápy.

## Systém soutěže
Kluby se střetly v soutěži každý s každým dvoukolovým systémem podzim–jaro, hrály tedy 30 kol.

## Nové týmy v sezoně 2010/11
- Po Divizi B se přihlásil do Přebor Středočeského kraje tým SK Český Brod.
- Z Divize A sestoupilo mužstvo SK Rakovník.
- Z Divize C sestoupilo mužstvo FK Dobrovice.
- Z I. A třídy postoupila mužstva TJ Slovan Hradištko (vítěz skupiny A), FK TJ Štěchovice (2. místo ve skupině A), TJ Tatran Rakovník (3. místo ve skupině A), FK Čáslav B (vítěz skupiny B) a SK Sparta Kutná Hora (2. místo ve skupině B).

## Výsledná tabulka
| Poř. | Tým                     | Z  | V  | R | P  | VG | OG | B  |
| ---- | ----------------------- | -- | -- | - | -- | -- | -- | -- |
| 1.   | SK Zápy                 | 30 | 23 | 3 | 4  | 75 | 23 | 72 |
| 2.   | FK TJ Štěchovice        | 30 | 17 | 7 | 6  | 60 | 28 | 58 |
| 3.   | FK Neratovice-Byškovice | 30 | 16 | 6 | 8  | 35 | 21 | 54 |
| 4.   | FK Dobrovice            | 30 | 13 | 8 | 9  | 61 | 40 | 47 |
| 5.   | FK Čáslav B             | 30 | 13 | 7 | 10 | 46 | 44 | 46 |
| 6.   | SK Úvaly                | 30 | 13 | 7 | 10 | 53 | 44 | 46 |
| 7.   | TJ Sokol Libiš          | 30 | 13 | 4 | 13 | 27 | 31 | 43 |
| 8.   | SK Sparta Kutná Hora    | 30 | 12 | 6 | 12 | 58 | 50 | 42 |
| 9.   | Český lev-Union Beroun  | 30 | 12 | 5 | 13 | 48 | 51 | 41 |
| 10.  | Sokol Nové Strašecí     | 30 | 11 | 7 | 12 | 44 | 45 | 40 |
| 11.  | SK Benátky nad Jizerou  | 30 | 12 | 4 | 14 | 43 | 43 | 40 |
| 12.  | TJ Tatran Rakovník      | 30 | 11 | 6 | 13 | 35 | 52 | 39 |
| 13.  | SK Rakovník             | 30 | 11 | 3 | 16 | 33 | 61 | 36 |
| 14.  | SK Český Brod           | 30 | 9  | 7 | 14 | 43 | 52 | 34 |
| 15.  | FK Brandýs nad Labem    | 30 | 8  | 3 | 19 | 41 | 59 | 27 |
| 16.  | TJ Slovan Hradištko     | 30 | 3  | 3 | 24 | 23 | 81 | 12 |

Poznámky:
- Z = Odehrané zápasy; V = Vítězství; R = Remízy; P = Prohry; VG = Vstřelené góly; OG = Obdržené góly; B = Body

|  | Postup do příslušné Divize (A, B nebo C) |
|  | Sestup do příslušné I. A třídy           |